# Stojići (gmina Kosjerić)
Stojići (cyr. Стојићи) – wieś w Serbii, w okręgu zlatiborskim, w gminie Kosjerić. W 2011 roku liczyła 105 mieszkańców.